# Bitwa nad Stony Lake
Bitwa nad Stony Lake – starcie zbrojne, które miało miejsce 28 lipca 1863 w trakcie wojny z Dakotami.
Po bitwie nad Dead Buffalo Lake generał Sibley kontynuował swój pościg za uchodzącymi Dakotami, aż osiągnął Stony Lake. Tam ze względu na wyczerpanie zwierząt musiał rozbić obóz. 28 lipca rozpoczął dalszy pościg. Nagle otrzymał informację, iż duża liczba Indian kieruje się w jego stronę. Rozkazał więc swym ludziom rozpocząć przygotowania obronne, których większość udało się zrealizować. Dakotowie szukali słabych punktów w formacji amerykańskiej. Nie znalazłszy ich, Indianie oddalili się szybko, uniemożliwiając tym samym pościg. Indianie mieli nadzieję zatrzymać jego marsz, lecz nie byli w stanie tego dokonać.